# Elleanthus koehleri
Elleanthus koehleri är en orkidéart som beskrevs av Rudolf Schlechter. 
Elleanthus koehleri ingår i släktet Elleanthus och familjen orkidéer. Artens utbredningsområde är Peru. Inga underarter finns listade i Catalogue of Life.